# شزندرة هنري
شزندرة هنري (الاسم العلمي: Schisandra henryi) هي نوع نباتي يتبع جنس الشزندرة من فصيلة الشزندرية.